# الدوري الأوكراني الممتاز 2018–19
الدوري الأوكراني الممتاز 2018–19 هو الموسم 28 من  الدوري الأوكراني الممتاز. أقيم خلال الفترة 21 يوليو 2018 وحتى 8 يونيو 2019، وكان عدد الأندية المشاركة فيه  12، وفاز فيه نادي شاختار دونيتسك.